# Пирей
Пире́й (греч. Πειραιεύς, Πειραιάς) — четвёртый по величине (после Афин, Салоник и Патр) город в Греции, на северо-восточном побережье залива Сароникос Эгейского моря. Узел железных дорог Пирей — Салоники — Афины — Салоники, Пирей — Патры и Пирей — Афины — Коринф — Патры. Пирейский порт — главный внешнеторговый порт Греции (через который проходит около 50 % внешнеторговых грузов страны; грузооборот 20 млн т в 2007 году), аванпорт Афин. Крупнейший торговый и промышленный центр Греции. Благодаря интенсивному промышленному и жилищному строительству Пирей сливается с Афинами, входит в состав Больших Афин.Расположен на высоте 2 метра над уровнем моря в 8 километрах к юго-западу от центра Афин. Административный центр одноимённой общины и одноимённой периферийной единицы в периферии Аттика. Население — 163 688 человек по переписи 2011 года. В городе находится Археологический музей Пирея.

## История названия
Название, вероятно, связано с глаголом др.-греч. περάω — «переплывать, проходить, переходить через что-то, переправлять напротив», что подтверждается аналогичными названиями портовых поселений в Коринфе и на Чёрном море (древнегреческий город Амис (современный турецкий город Самсун), находящийся в основании единственной крупной дороги от побережья на взгорье во внутрианатолийские земли, носил некоторое время название ΠΕΙΡΑ, что засвидетельствовано монетами).

## История

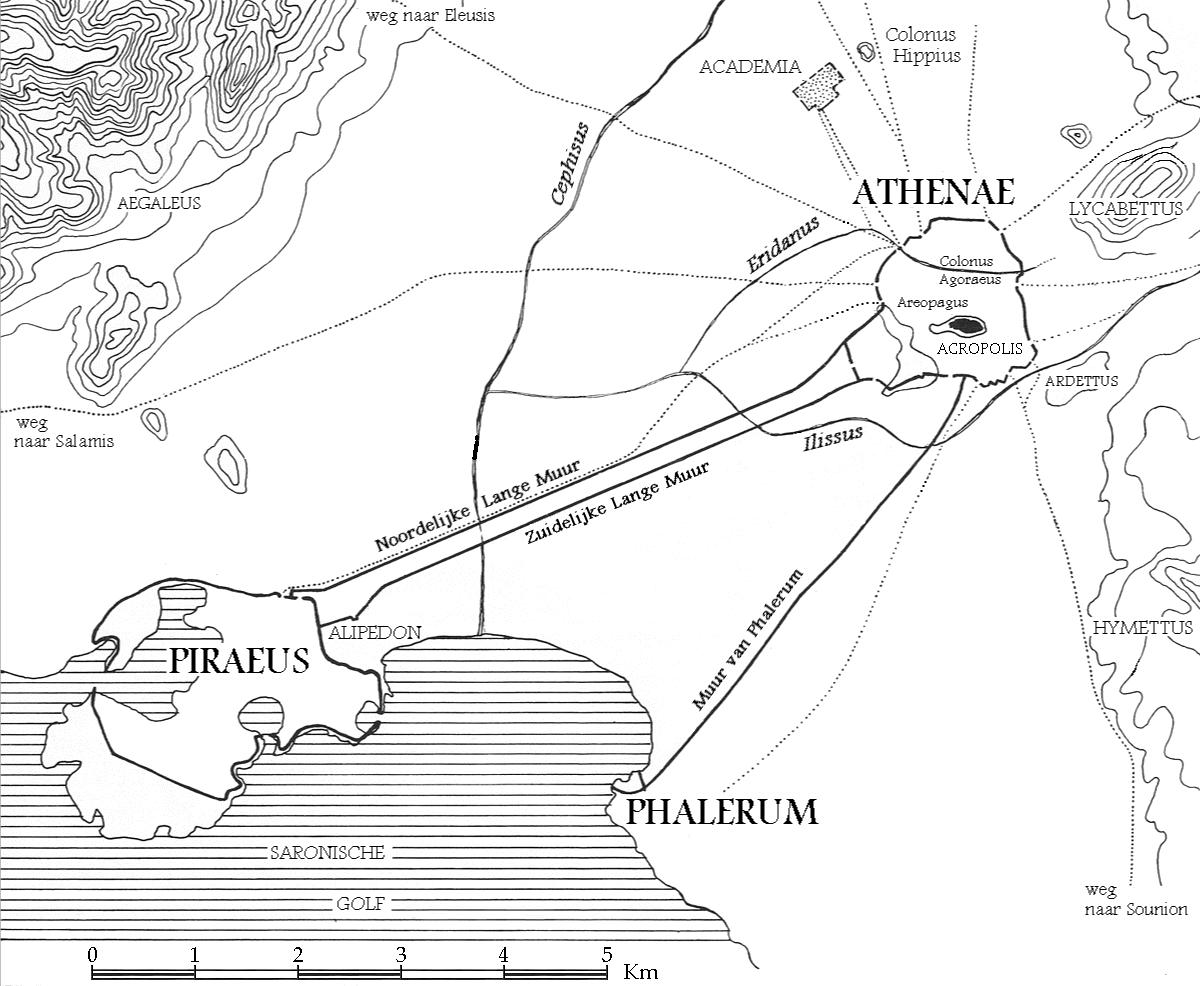
Древние Афины

Карта окрестностей античных Афин

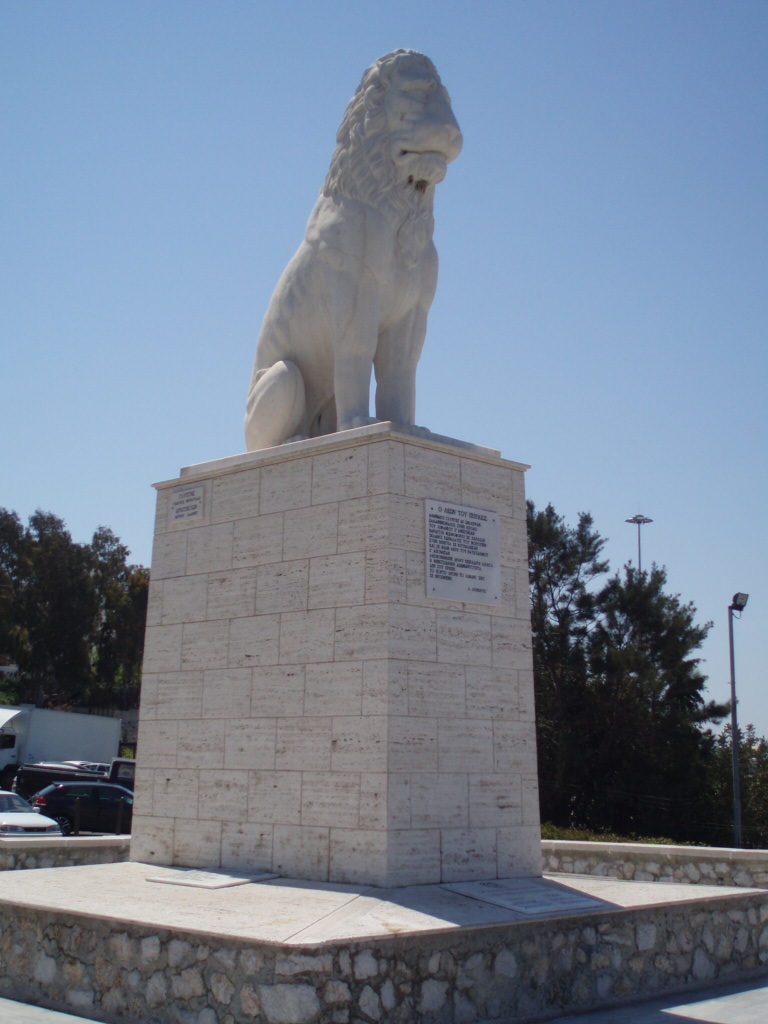
Пирейский лев — копия скульптуры, установленная на входе в гавань

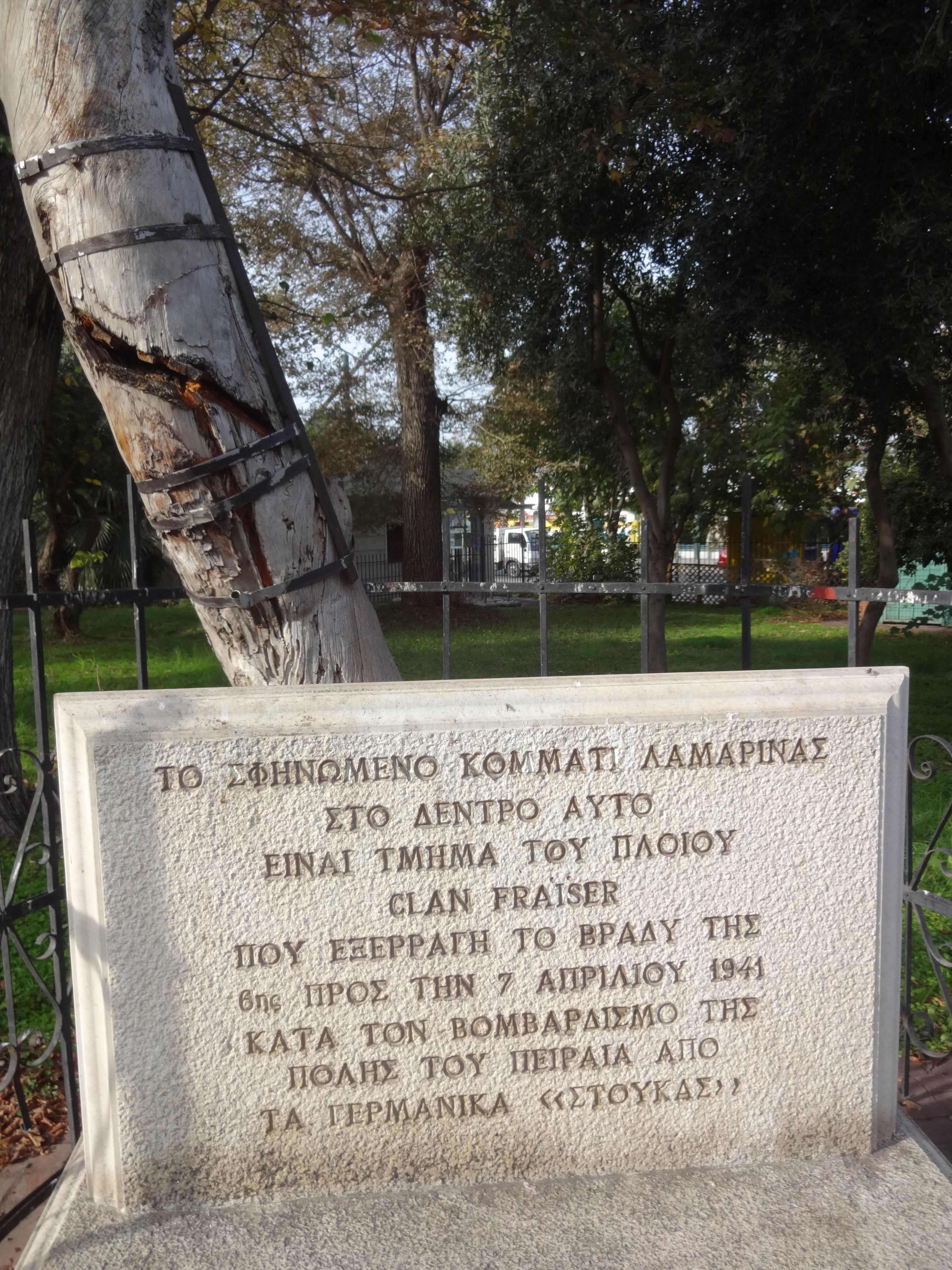
Кусок обшивки взорвавшегося британского парохода SS Clan Fraser, вклинившегося в дерево у сквера у церкви Св. Спиридона, после бомбардировки Пирея немецкой авиацией 6 апреля 1941 года.

Современной береговой линии прежде не существовало, южная часть Афинской равнины до Мосхатона была покрыта морем мезокайнозойского океана Неотетис. В конце третичного периода образовалась восточная часть побережья, а на западе — крупный остров. В четвертичном периоде река Кифисос медленно сформировала аллювиальными отложениями побережье бухты Фалирон, которое существует в современном виде с доисторического времени, о чём свидетельствуют археологические находки поселений и кладбищ того времени. Остров превратился в Пирейский полуостров. В значительной степени низменность в пирейском районе Неон-Фалирон, известная как Галипед («Морская равнина»), была всё ещё покрыта водой в классический период, о чём пишет Гарпократион. Эта низменность и в настоящее время затапливается во время проливных дождей.
До архаического периода портом Афин являлся дем Фалер. Около 483—481 гг. до н. э. Фемистокл укрепил Пирей для защиты созданного флота триер. С тех пор Пирей стал торговой и военной гаванью, опорным пунктом Афинского полиса, столицы Морского союза. Для противодействия осадам порт в 461—456 гг. до н. э. при Перикле был соединён с городом «Длинными стенами» (26 километров). Третьей стеной соединили Афины с демом Фалер. Внутри укреплённого района могло укрыться всё население Аттики. После 446 года до н. э. Пирей был перестроен по Гипподамовой системе.
В 86 году до н. э. Пирей был разрушен римским полководцем Луцием Корнелием Суллой. Во время османского владычества (XV—XIX вв.) исчезло даже название Пирей. После Греческой революции и Лондонского протокола 1830 года, признавшего независимость Греции, Пирей стал расти как порт и промышленный центр. Современный Пирей возведён по плану 1835 года немецкого архитектора Эдуарда Шауберта, возобновившего античную планировку.
В 1869 году в Пирей пришла первая в Греции железнодорожная линия Пирей — Тисион, соединившая его с Афинами, была открыта станция «Пирей».
В ноябре 1918 года в Пирее состоялся учредительный съезд Коммунистической партии Греции.
10 марта 1923 года близ города потерпел крушение греческий буксир «Але́ксандрос Ζ», в трагедии погибло 150[уточнить] человек.
В 1938 году в городе был основан Университет Пирея, впоследствии один из ведущих вузов страны, который готовит специалистов в области экономики, бизнес-менеджмента и информационных технологий.
В период Второй мировой войны (1939—1945) Пирей был сильно разрушен.
В 1982 году введена в эксплуатацию паромная переправа «Европа — Ближний Восток», соединившая город Пирей с Латакией в Сирии через Средиземное море. Сейчас Пирей почти слился с Афинами, добраться в него можно отовсюду по Афинскому метро.

## Экономика

### Промышленность

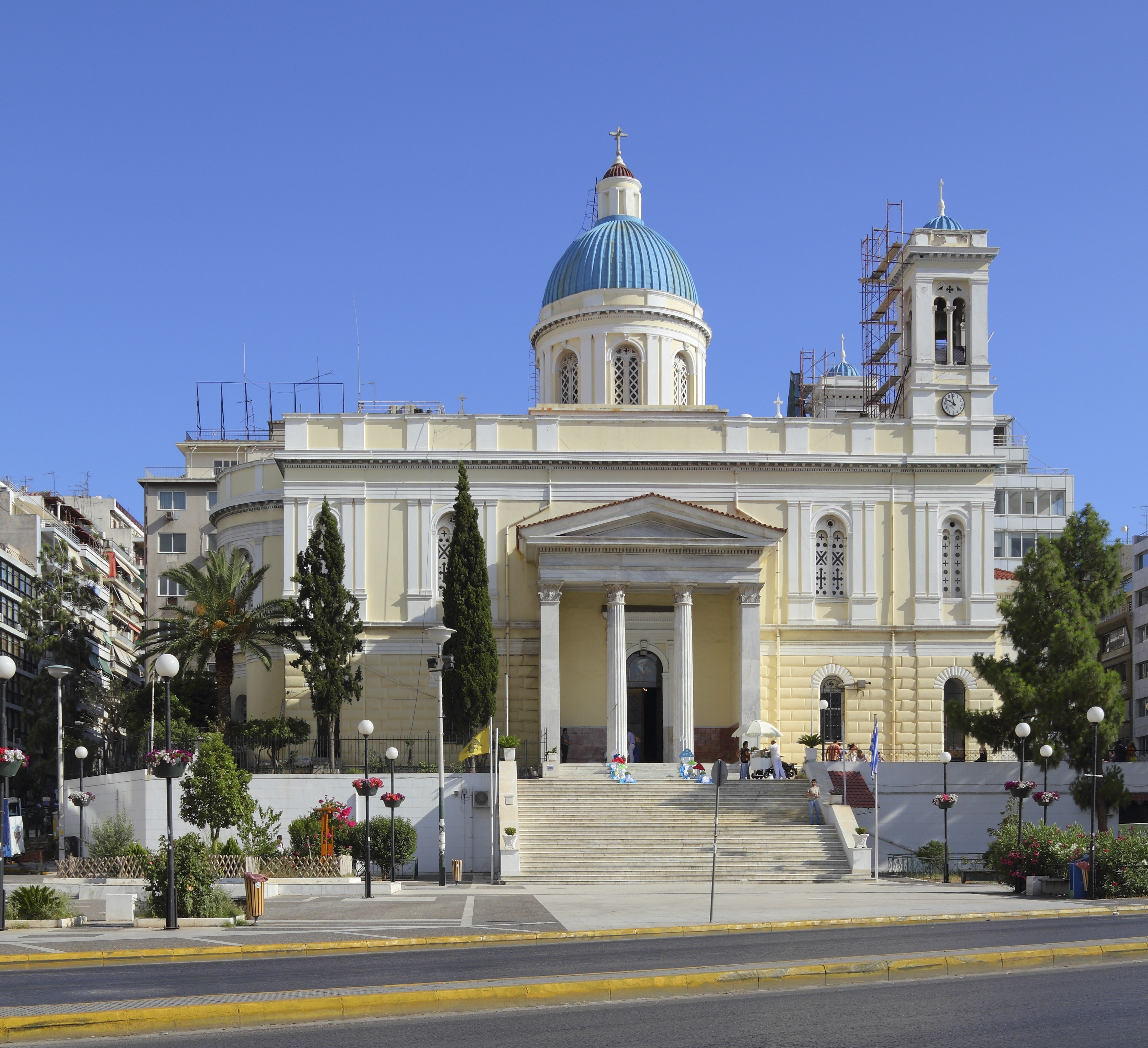
Церковь св. Николая в Пирее

Помимо порта в Пирее в 1970-х годах находились предприятия металлургической, машиностроительной, химической, цементной, пищевкусовой (пищевой и табачной), стекольной и бумажной промышленности, по выпуску алюминиевых и керамических изделий, стройматериалов, ковровое и канатное производство, а также ТЭС.
ТЭС в пирейском районе Неон-Фалирон была построена в 1903 году и закрыта в 1972 году. С 1986 года является историческим памятником.
Химические и цементные предприятия в 80-х годах XX века были закрыты или перенесены за пределы города из экологических соображений.

### Транспорт
На площади Одису находится станция «Пирей», являющаяся конечной станцией зелёной линии (линии 1) афинского метрополитена и станцией Организации железных дорог Греции. Также в городе находится железнодорожная станция «Лефка».
Железнодорожные станции «Пирей» и «Лефка» обслуживают линию Пирей — Салоники и линию Пирей — Патры, а также линию 1 Пирей — Аэропорт и линию 2 Пирей — Кьятон пригородной железной дороги Афин.

#### Пирейский порт

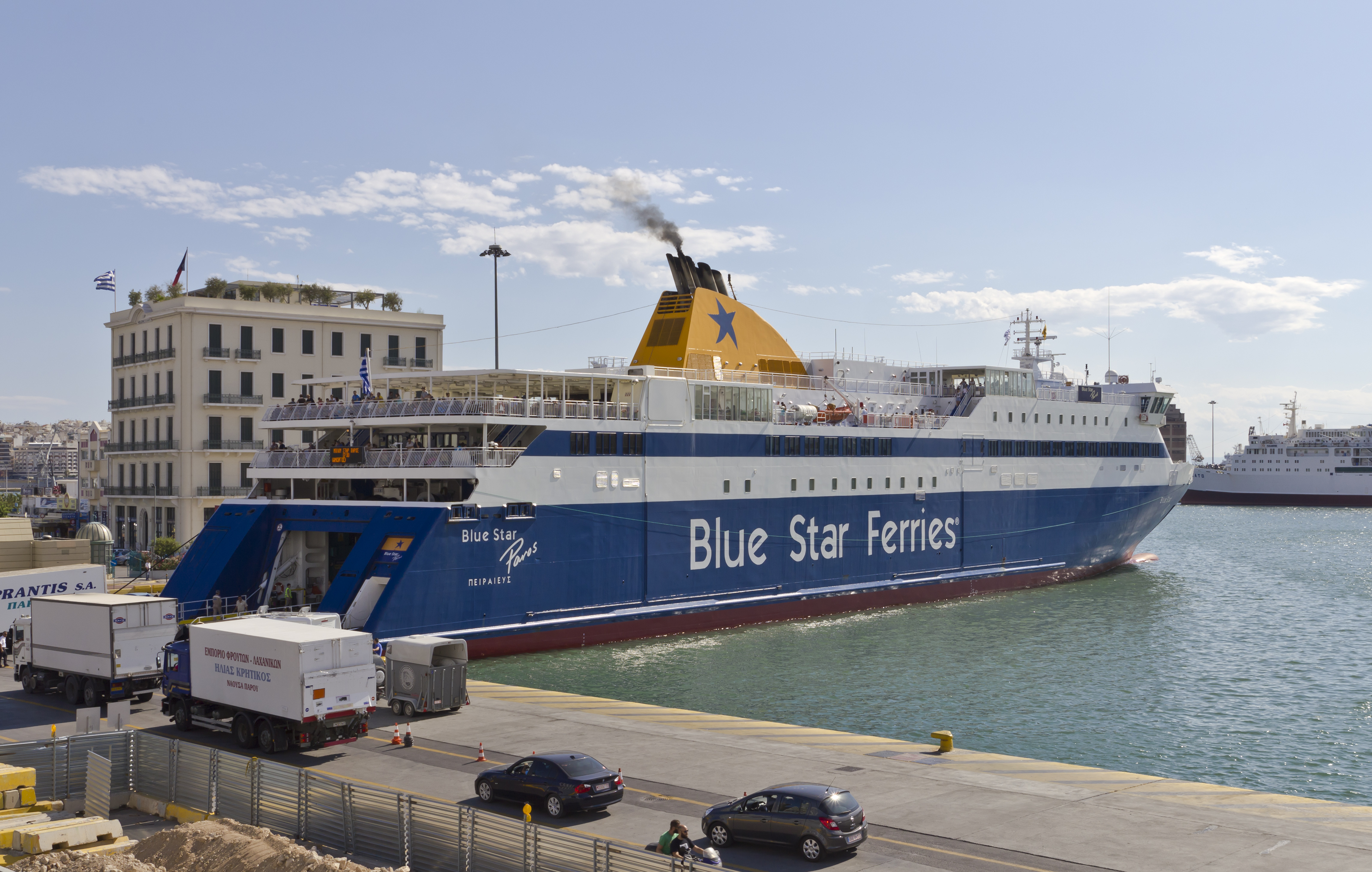
Паром Blue Star Paros в Пирейском порту

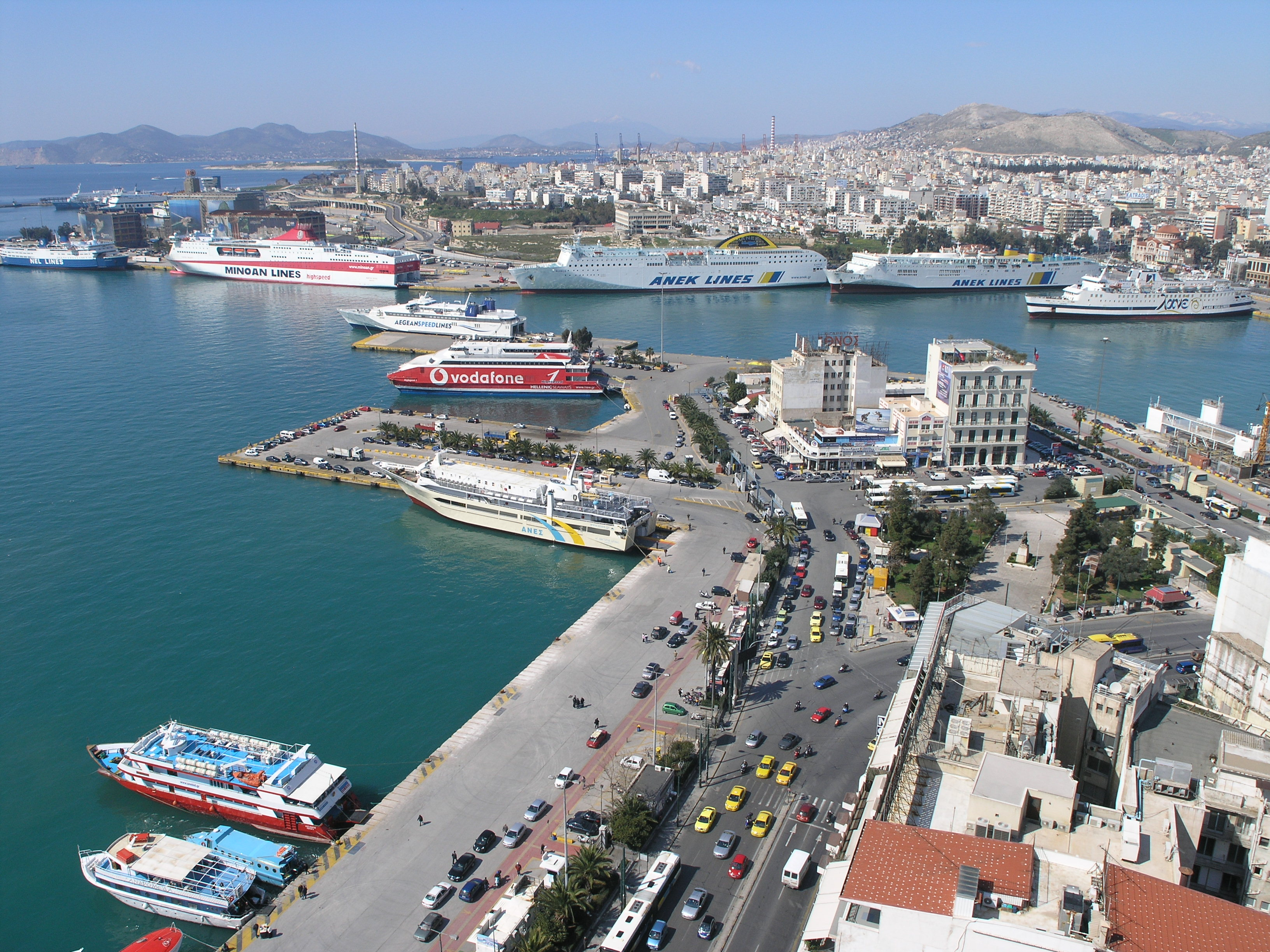
Пирейский порт

Судоходство является основной составляющей экономики города. Пирей — один из центров мирового судоходства. Пирейская Акти́-Миау́ли (Ακτή Μιαούλη, набережная адмирала Миаулиса Андреас-Вокоса) известна в мировых судоходных кругах так же, как Лондонский Сити известен в финансовых. На относительно небольшой площади здесь располагаются сотни офисов судоходных компаний и смежных с судоходством фирм.
В Пирее представлены все члены IACS (МАКО), то есть основных морских классификационных обществ, включая Российский морской регистр судоходства.
Пирей также является узлом пассажирских и автомобильных паромных линий на острова Эгейского архипелага и в страны Восточного Средиземноморья.
В порт круглый год заходят крупнейшие круизные лайнеры мира, а для некоторых круизных фирм Пирей является базовым или начальным портом круиза.
Как признание вклада транспортов типа «Либерти» в становлении флота греческих судовладельцев в первый флот мира, в порту Пирея, возле старого сухого дока Василиадиса, выставлено музейное судно SS Hellas Liberty.
Выделяется мощная морская отрасль с сетью портов и вспомогательных сооружений.
В Пирее находятся судостроительные и судоремонтные предприятия.

## Община Пирей
Община Пирей (Δήμος Πειραιώς) включает в себя город Пирей и необитаемый остров Пситалея. Площадь общины — 10,865 квадратных километров. На местных выборах в 2014 году избран димархом Иоанис Моралис (Ιωάννης Μώραλης).
Община создана в 1835 году и была одной из общин, на которые делилась епархия Аттика. В 1925 году из Пирея выделился город Неон-Фалирон, который в 1946 году стал самостоятельной общиной. В 1931 году из общины Афин выделился город Куцикари и присоединился к Пирею. В 1933 году выделились города Неа-Кокинья и Перама, ставшие самостоятельными общинами (ныне община Никея-Айос-Иоанис-Рендис и Перама). Выделился город Неа-Иконио и присоединился к общине Пераме. В 1934 году выделились города Куцикари и Тамбурия с образованием общин Коридалос и Тамбурион. К общине Тамбуриону присоединились Амфиали, Аналипсис (Ανάληψις), Анацаси, Эвгения, Айос-Еорьос. В 1950 году выделился город Драпецона с образованием общины Драпецоны (ныне — община Керацини-Драпецона).
В 1968 году община Неон-Фалирон была упразднена и Неон-Фалирон присоединён к Пирею. С тех пор община оставалась неизменной и сохранилась в таком виде после программы «Калликратис» в 2010 году.

## Демография
Пирей — один из крупнейших городов Греции, имеет население 163 688 человек по переписи 2011 года. Плотность — 15 065,62 чел./км². Вместе с тем городская агломерация Пирея — часть агломерации Больших Афин. В состав периферийной единицы Пирей входят также 4 общины (дима), пригороды Пирея, а общая численность её населения составляет 448 997 человек по переписи 2011 года.
| Год  | Население, человек | Население, человек         |
| Год  | Город Пирей        | Периферийная единица Пирей |
| ---- | ------------------ | -------------------------- |
| 1835 | 300                |                            |
| 1836 | 1011               |                            |
| 1840 | 2033               |                            |
| 1845 | 4247               |                            |
| 1848 | 5279               |                            |
| 1849 | 5328               |                            |
| 1850 | 5286               |                            |
| 1851 | 5247               |                            |
| 1852 | 5252               |                            |
| 1853 | 5472               |                            |
| 1854 | 5354               |                            |
| 1855 | 5389               |                            |
| 1856 | 6057               |                            |
| 1861 | 6452               |                            |
| 1870 | 11 047             |                            |
| 1879 | 21 618             |                            |
| 1889 | 34 569             |                            |
| 1896 | 51 020             |                            |
| 1907 | 74 580             |                            |
| 1920 | 133 482            |                            |
| 1928 | 251 659            |                            |
| 1940 | 205 404            |                            |
| 1951 | 186 088            |                            |
| 1961 | 183 957            |                            |
| 1971 | 187 458            | 439 138                    |
| 1981 | 196 389            | 476 304                    |
| 1991 | 187 399            | 530 180                    |
| 2001 | 181 933            | 553 450                    |
| 2011 | ↘ 163 688          | ↘ 448 997                  |
| 2021 | ↗ 168 151          | ↘ 448 051                  |

### Известные люди
- Матфеопулос, Димитриос (1861—1923) — генерал-лейтенант греческой армии, участник Балканских войн 1912—1913 годов.
- Малокинис, Иоаннис (1880—1942) — греческий моряк и пловец, чемпион первой Олимпиады современности.
- Вандорос, Спирос (1887—1940) — греческий художник первой половины XX века.
- Иоаннис Параскевопулос (1889—1951) — греческий и южноафриканский астроном XX века, чьим именем назван кратер на Луне, две кометы и астероид.
- Веакис, Эмилий (1884—1951) — один из величайших греческих актёров.
- Катина Паксино (1900—1973) — греческая и американская актриса театра и кино (Оскар 1943 года).
- Парнис, Алексис (1924—2023) — греческий писатель и поэт.
- Кунеллис, Яннис (род. 1936) — итальянский художник греческого происхождения, один из создателей и главных представителей арте повера.
- Анастасий (архиепископ Тиранский) (1929—2025) — архиепископ Албанской православной церкви.
- Капсис, Михалис (род. 1973) — футболист, игрок сборной Греции — чемпиона Европы 2004 года.
- Мартакис, Костас (род. 1984) — греческий певец и модель.
- Воскопулос, Толис — греческий певец и актёр, один из известнейших исполнителей лаика.
- Иконому, Михалис (1888—1933) — греческий художник импрессионист. Видный представитель греческой живописи межвоенного периода.
- Криарас, Эммануил (1906—2014) — видный греческий филолог и лексикограф XX века.
- Даларас, Йоргос (род. 1949) — певец лаики и рембетики, композитор.
- Димостенис Вутирас (1872—1958) — греческий писатель первой половины XX века.
- Заккария, Никос (1923—2007) — греческий оперный певец (бас-баритон).

## Спорт
- Футбольный клуб «Олимпиакос»
- Баскетбольный клуб «Олимпиакос»
- Стадион «Караискакис»

## Города-побратимы
- Архангельск, Россия
- Санкт-Петербург, Россия (1965)
- Одесса, Украина
- Балтимор, США
- Марсель, Франция
- Росарио, Аргентина
- Острава, Чехия
- Галац, Румыния
- Варна, Болгария
- Шанхай, Китай

## Галерея

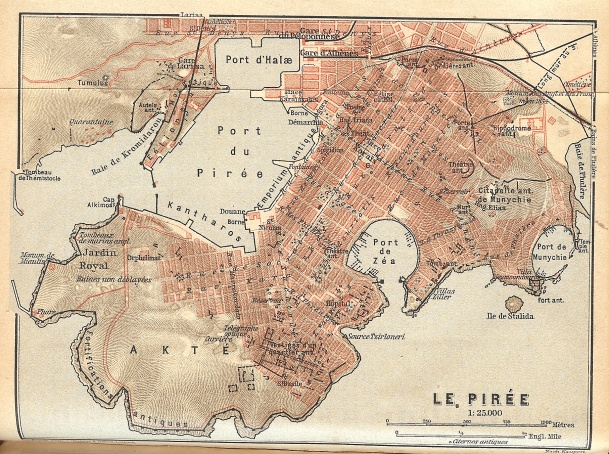
Карта Пирея, 1908
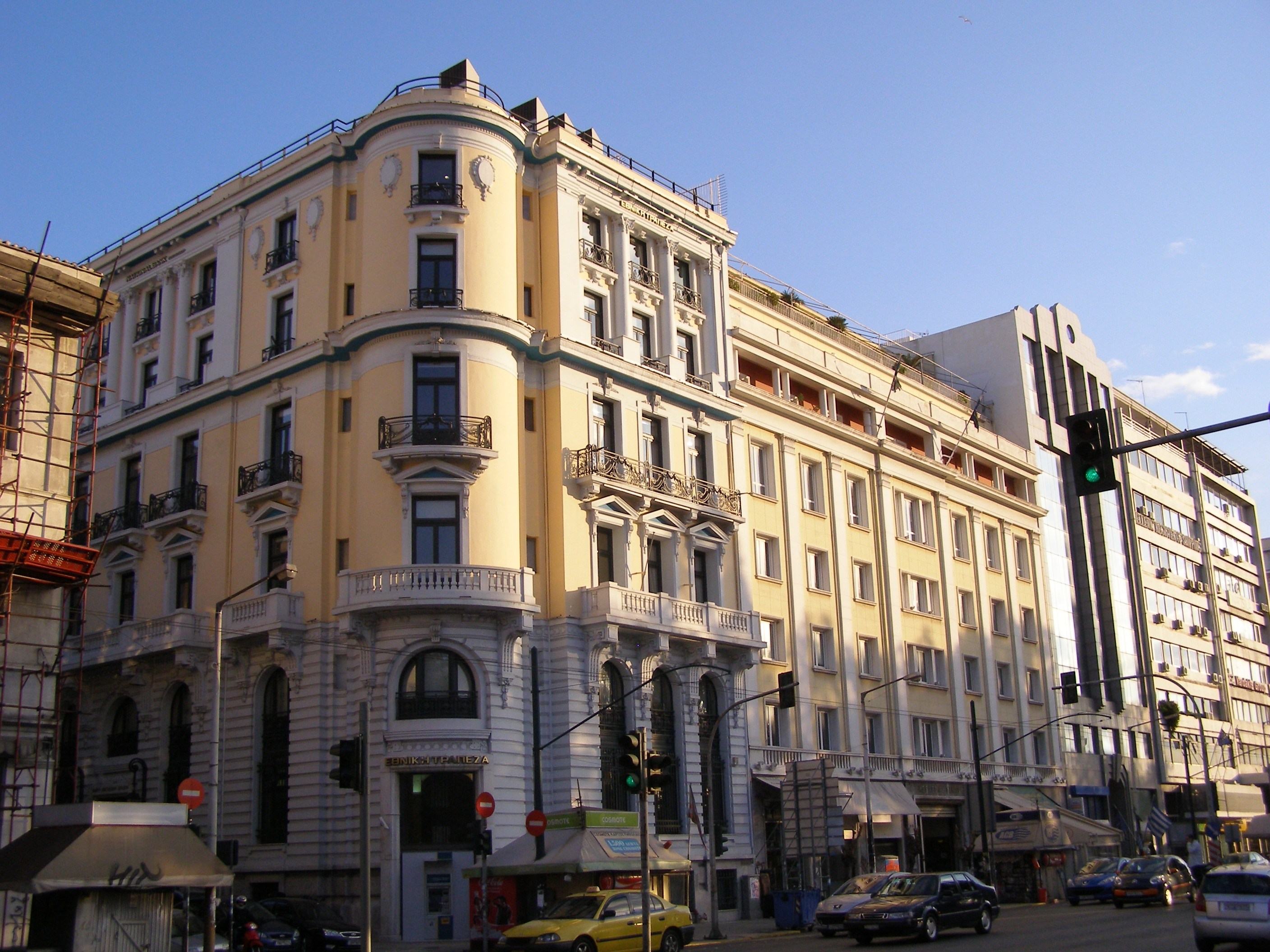
Здания города
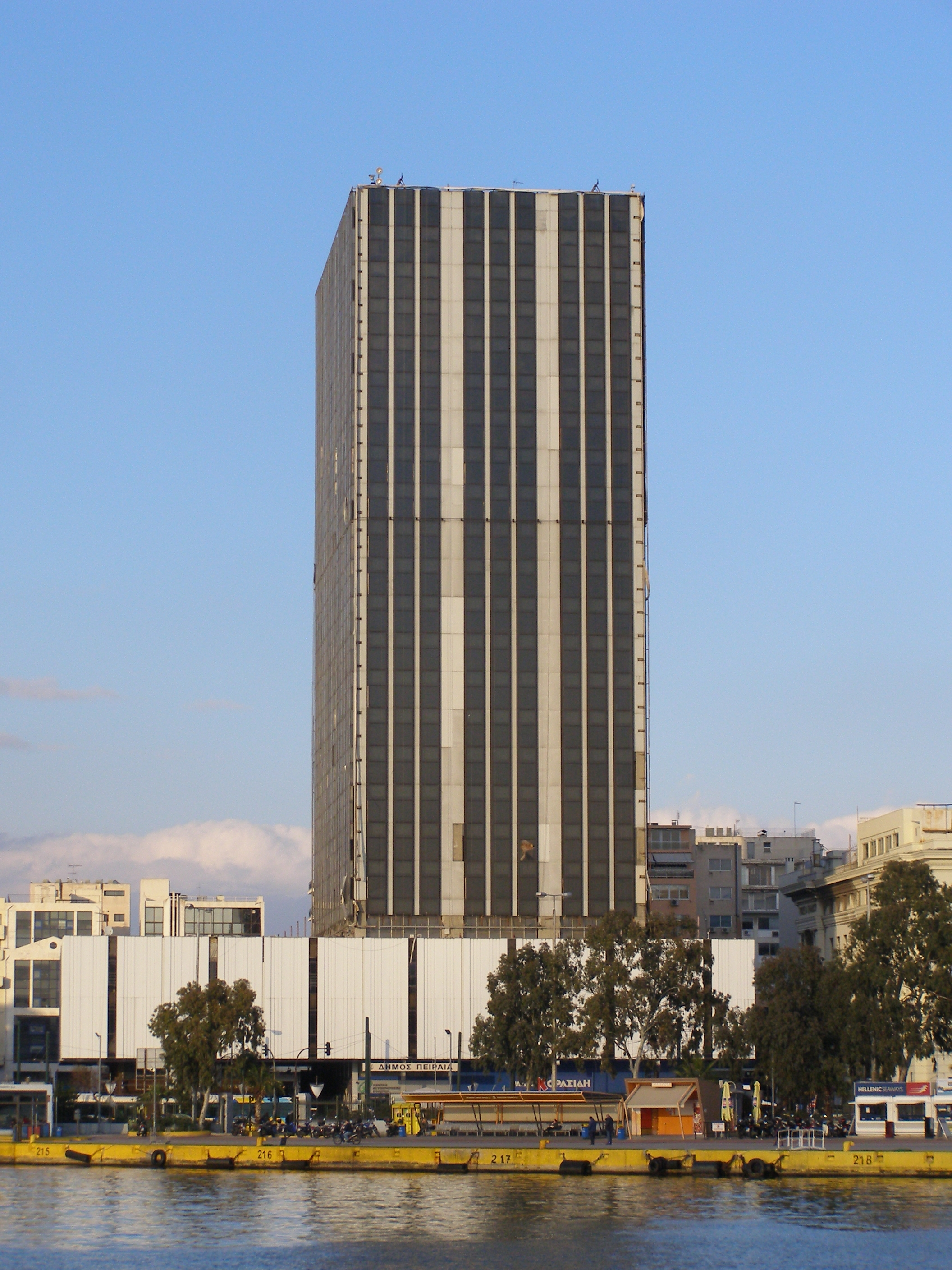
Пирей Тауэр
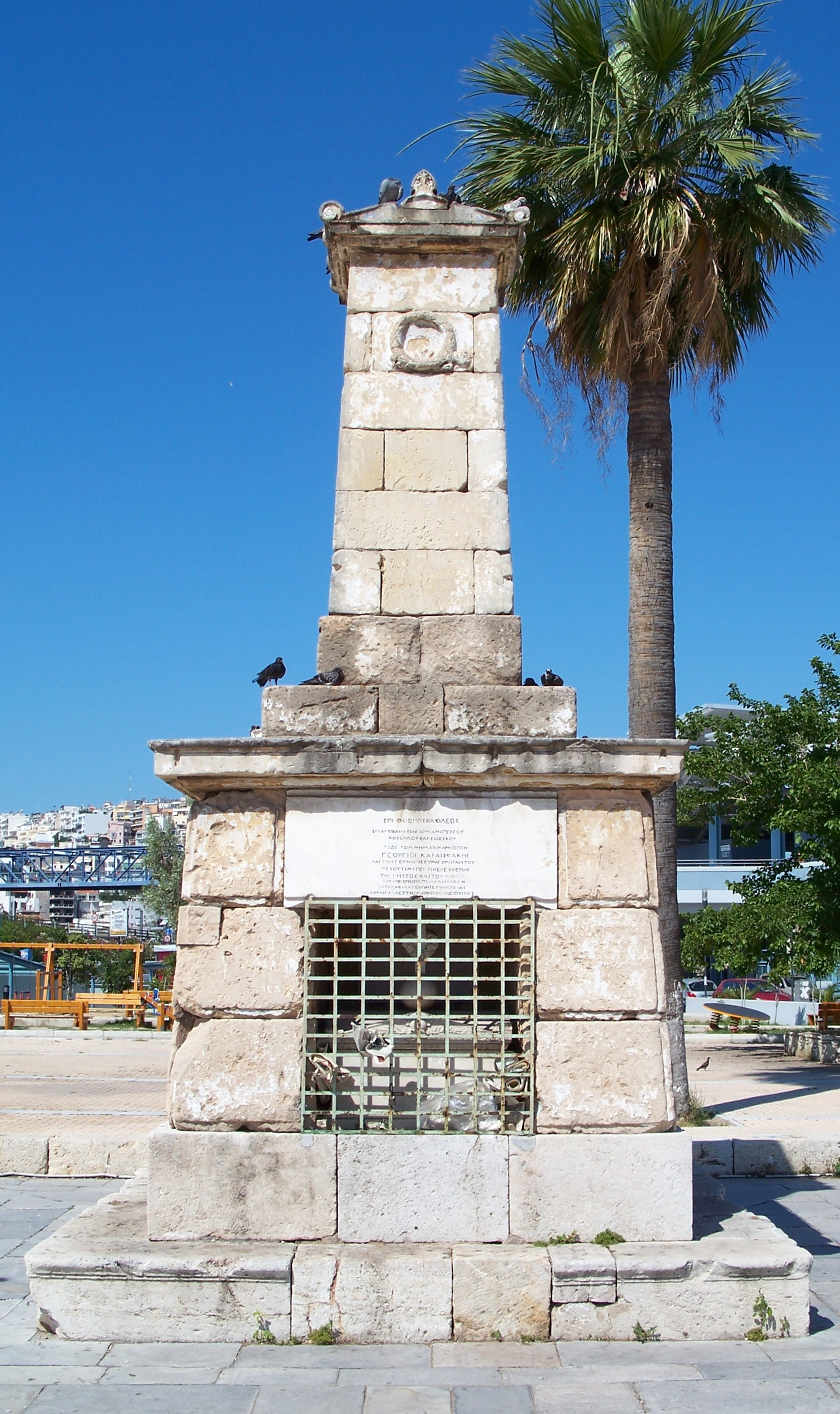
Монумент Георгиосу Караискакису
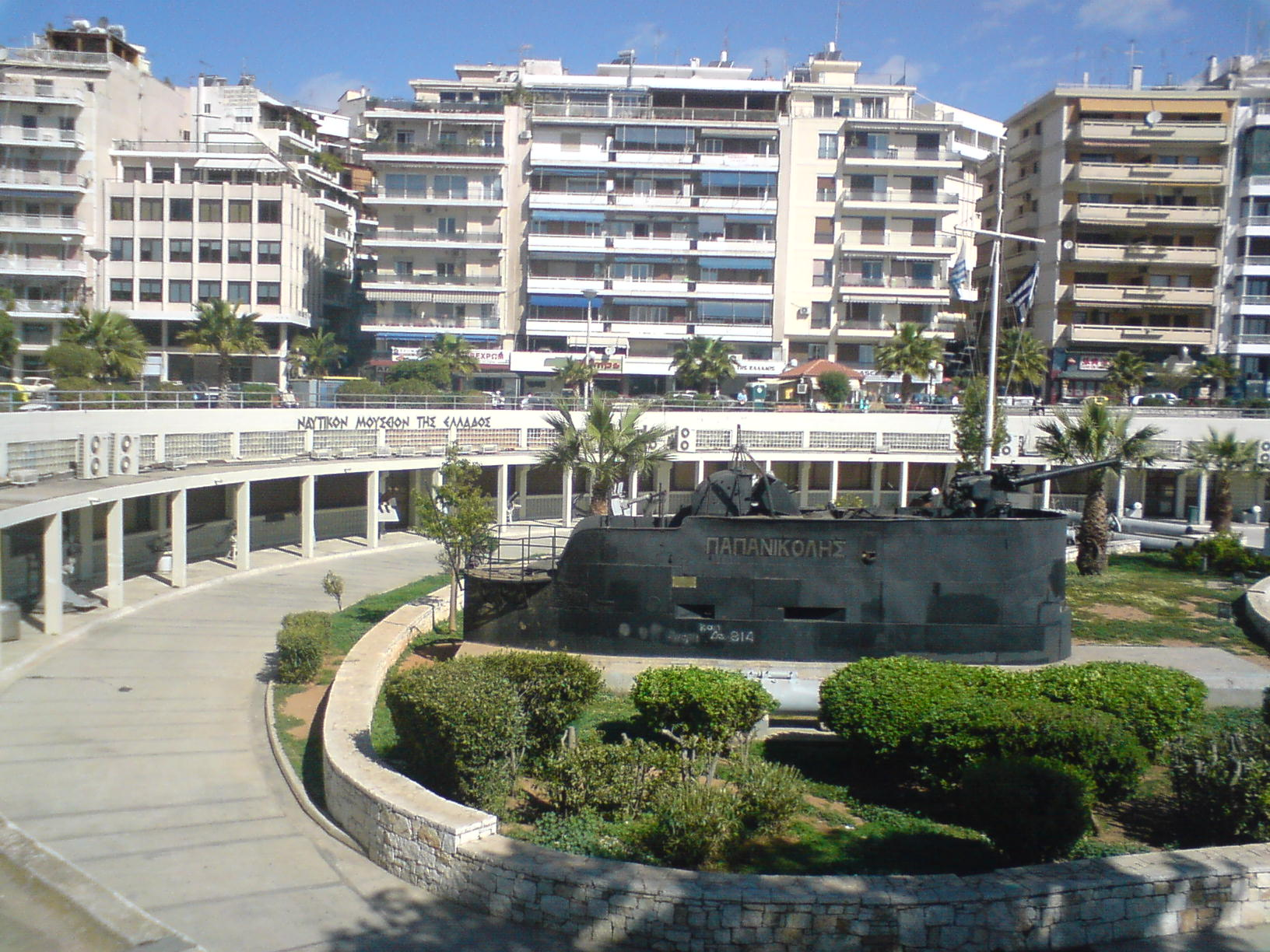
Внешний вид Эллинского Морского Музея во Фритиде
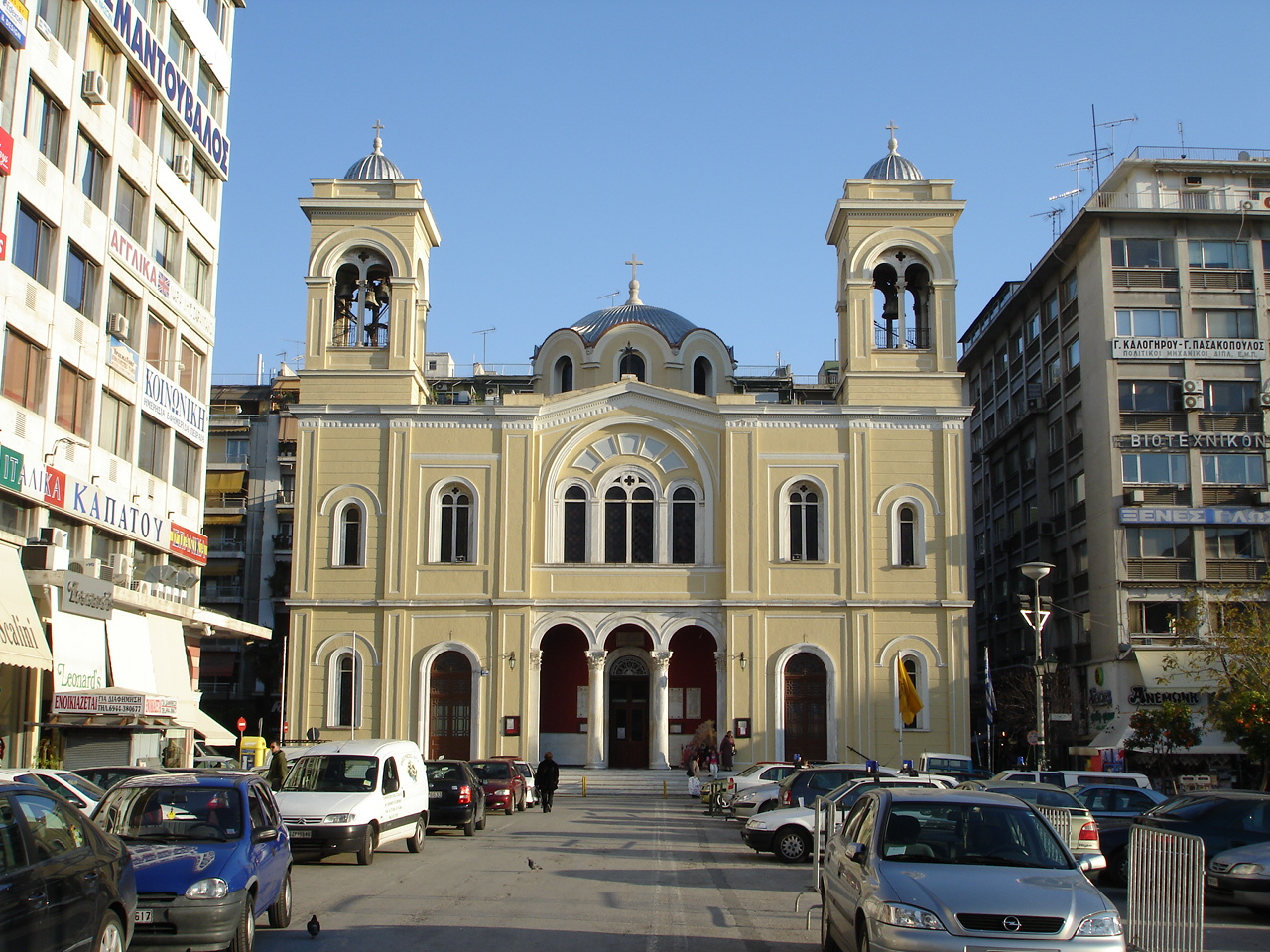
Церковь Св. Константина и Елены
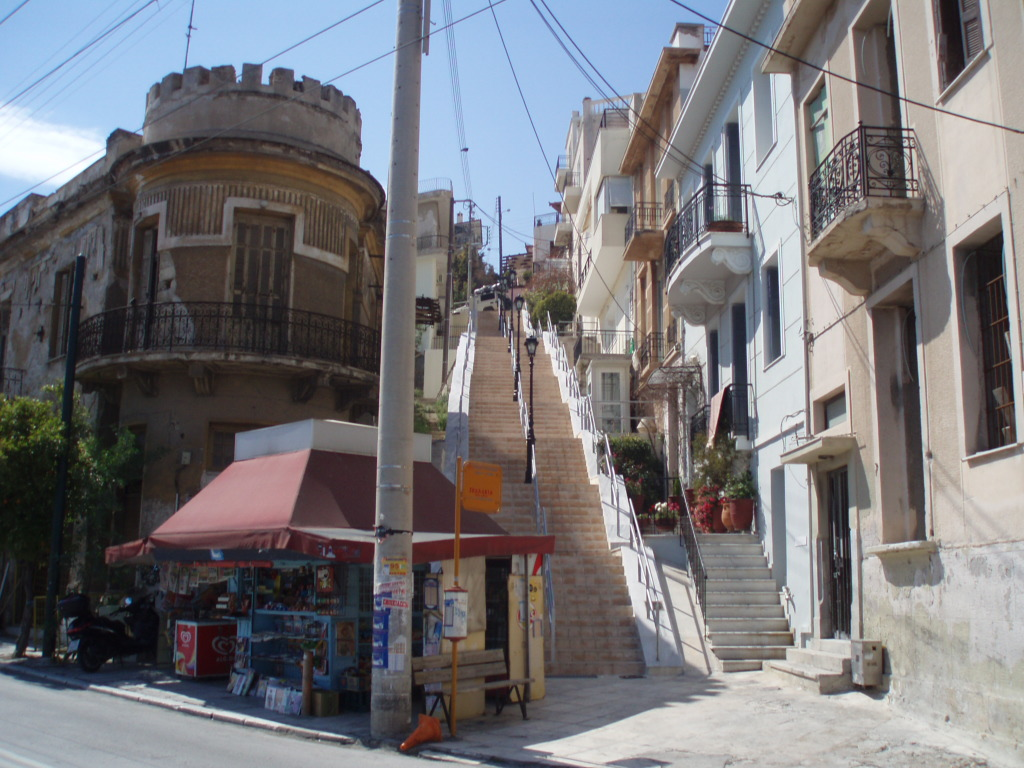
Кастелла
Статуя Фемистокла